# معاملة المثليين في بارا
يتمتع الاشخاص المثليون والمثليات ومزدوجو التوجه الجنسي والمتحولون جنسياً (اختصاراً: مجتمع الميم) في الولاية البرازيلية بارا بالحقوق القانونية ذاتها التي يتمتع بها غيرهم من المغايرين جنسيا.

## الاعتراف القانوني بالعلاقات المثلية
في 28 يونيو 2012، في ولاية بارا، تزوج 28 من الأزواج المثليين في حفل أقيم في بليم.

## تبني المثليين للأطفال
في 21 ديسمبر 2011، أذن قاض من مدينة بيليم، بارا بتبني طفل يبلغ من العمر عامين من قبل زوجتين مثليتين.